# Ihar Boki
Ihar Aljaksandrawitsch Boki (belarussisch Ігар Аляксандравіч Бокі; * 28. Juni 1994 in Babrujsk) ist ein belarussischer Schwimmer, der aufgrund visueller Beeinträchtigungen an Wettkämpfen des Internationalen Paralympischen Komitees teilnimmt. Er siegte 21 Mal bei Paralympischen Spielen und ist achtundzwanzigfacher Weltmeister.

## Leben
Boki begann mit sechs Jahren bei einem Sportverein in Babrujsk ein Schwimmtraining zu besuchen und nahm mit zwölf an ersten internationalen Wettkämpfen teil. Bereits in seiner frühen Kindheit wurden bei ihm mehrere Augenkrankheiten, unter anderem Optikusatrophie und Astigmatismus diagnostiziert, sodass er 2009 die Klassifikation S13/SB13/SM13 für den paralympischen Schwimmsport erhielt. Boki studierte an der Belarussischen Staatlichen Universität Rechtswissenschaften. Er ist verheiratet und wohnt mit seiner Frau und einer Tochter in Minsk.

## Karriere
2010 nahm Boki erstmals bei Schwimmweltmeisterschaften der Behinderten teil, die in Eindhoven ausgetragen wurden. Er gewann in seiner Startklasse vier Goldmedaillen und schwamm über 400 m Freistil und 100 m Schmetterling eine Weltrekordzeit. Im folgenden Jahr siegte Boki ebenfalls bei den Europameisterschaften der Behinderten in vier Disziplinen und stellte zwei Weltrekorde auf. 2012 gab der Schwimmer in London sein paralympisches Debüt, bei dem er mit fünf Goldmedaillen und einem zweiten Platz zu den erfolgreichsten Athleten gehörte und vier weitere Weltrekordzeiten schwamm. Bei den Weltmeisterschaften in Montreal gewann er 2013 fünf Wettkämpfe, bevor er im Folgejahr bei den europäischen Titelkämpfen in zwei Disziplinen triumphierte und die Bestzeit über 50 m Freistil aufstellte. 2015 siegte Boki bei den Weltmeisterschaften der Behinderten in Glasgow in sechs Disziplinen und wurde ein Mal Vizemeister. Auch bei den Sommer-Paralympics 2016 in Rio de Janeiro wurde Boki sechs Mal Erster und gewann außerdem eine Bronzemedaille, womit er der erfolgreichste Athlet des Wettbewerbs und in der paralympischen Geschichte von Belarus wurde. Bei den Europameisterschaften im gleichen Jahr erschwamm er sechs Goldmedaillen. Sowohl bei den globalen Titelkämpfen 2017 als auch bei den Europameisterschaften 2018 stand der Schwimmer, der von Henads Wischnjakou trainiert wird, sieben Mal oben auf dem Podium. 2019 wurde er sechsfacher Weltmeister. Im übernächsten Jahr triumphierte der elffache Weltrekordhalter bei den Sommer-Paralympics 2020 in Tokio in fünf Disziplinen. 2021 erweiterte Boki seine Erfolge um fünf Titel bei den Europameisterschaften der Behinderten in Funchal. 2024 holte er bei den Sommer-Paralympics in Paris fünfmal Gold.
Außerdem trat Boki auch gegen Schwimmer ohne körperliche Einschränkungen an und siegte mehrmals bei den offenen belarussischen Meisterschaften. 2013 stellte er über 400 m Freistil den nationalen Rekord auf und qualifizierte sich für die Schwimmweltmeisterschaften in Barcelona.

## Auszeichnungen
2011 wurde Boki der Titel Meister des Sports der Republik Belarus, Internationale Klasse verliehen. Zwei Jahre später wurde ihm die Ehrenbürgerschaft von seiner Geburtsstadt Babrujsk zuerkannt. 2015 und 2018 wurde Boki von der amerikanischen Zeitschrift Swimming World zum besten männlichen Behindertenschwimmer des Jahres ernannt. Nach den Paralympischen Spielen in Rio de Janeiro wurde er mit dem Orden des Vaterlands Dritter Klasse ausgezeichnet.  Im folgenden Jahr war er einer der Nominierten für den Behindertensportler des Jahres bei den Laureus World Sports Awards. 2022 wurde Boki der Titel Verdienter Meister des Sports der Republik Belarus in Anerkennung seiner Leistungen bei den Paralympischen Spielen in Tokio verliehen.